# Divana diva
Divana diva – gatunek motyla z rodziny Castniidae. Jedyny z monotypowego rodzaju Divana. Zamieszkuje krainę neotropikalną.

## Taksonomia
Gatunek ten po raz pierwszy opisany został w 1870 roku przez Arthura Gardinera Butlera pod nazwą Castnia diva. Jako miejsce typowe autor wskazał Nikaraguę. W 1918 roku Constant Vincent Houlbert utworzył dla tego gatunku nowy rodzaj Cynostola, jednak nazwa ta została już w 1892 roku wykorzystana dla innego taksonu przez Henriego de Saussure. Nową nazwę dla rodzaju, Divana, wprowadził w 1982 roku Jacqueline Y. Miller.
W obrębie tego gatunku wyróżnia się pięć podgatunków:
- Divana diva chiriquiensis (Strand, 1913)
- Divana diva diva (Butler, 1870)
- Divana diva hoppi (Hering, 1923)
- Divana diva tricolor (R. Felder, 1874)

## Morfologia
Motyl ten osiąga od 60 do 95 mm rozpiętości skrzydeł. Czułki ma buławkowate. Przednie skrzydło ma lekko zakrzywiony wierzchołek. Jego tło jest ciemnożółto-brązowe, z białymi plamkami − jedną przed środkiem i szeregiem kilku za środkiem długości. Na skrzydle tylnym dominuje rozległa, metalicznie ciemnofioletowoniebieska plama rozciągająca się od nasady. Plamę tę otacza szeroka czarna przepaska. Pozostawiony przez nią obszar wzdłuż zewnętrznego i tylnego brzegu skrzydła jest pomarańczowoczerwony. Strzępina tylnego skrzydła ma ubarwienie czarne. W pozycji spoczynkowej skrzydło przednie nakrywa tylne i pełni funkcję maskującą, przypominając zeschnięty liść.

## Ekologia i występowanie
Owad ten zamieszkuje lasy tropikalne. Osobniki dorosłe aktywne są za dnia. Roślina żywicielska gąsienic pozostaje nieznana. 
Gatunek neotropikalny, rozprzestrzeniony od Nikaragui po Ekwador. W Nikaragui występuje podgatunek nominatywny. Panamę zamieszkuje D. d. chiriquiensis. D. d. hoppi znany jest z Kolumbii i Ekwadoru. D. d. tricolor jest endemitem Kolumbii.